# 209 pr. n. št.

## Rojstva
- Ptolemaj V. Epifan, faraon Starega egipta († 181 pr. n. št.)